# Ciudad Real del Guayrá
Ciudad Real del Guayrá fue una antigua población española fundada en 1557 en la margen izquierda del río Paraná junto a la desembocadura del río Piquirí, en la provincia del Guayrá (Gobernación del Río de la Plata y del Paraguay). Su ubicación corresponde al municipio de Terra Roxa do Oeste en el actual noroeste del Estado de Paraná (Brasil).
Habiendo considerado el gobernador del Paraguay, Domingo Martínez de Irala la mucha gente española que tenía y la poca comodidad en las encomiendas que les repartió en Ontiveros, acordó se hiciesen algunas poblaciones, donde se pudiesen acomodar los que habían quedado sin parte, con esto se determinó hacer una población en la provincia del Guayrá por ser escalón para el camino del Brasil, reduciendo a un cuerpo la poca gente que allí había quedado de la villa de Ontiveros con la que de nuevo se despachase para esta fundación, la cual fue encomendada al capitán Ruy Díaz Melgarejo. 
Para poner estas disposiciones en efecto se alistaron los vecinos y dispuestas las cosas partió el capitán Melgarejo con cien soldados y llegado al Paraná, pasó a la otra parte a los pueblos de Guayrá y habiendo especulado la disposición del terreno, hizo su fundación tres leguas más al norte de la villa de Ontiveros, con título de ciudad real, donde agregó toda la gente que antes había quedado en la cercanía del Salto del Guairá, por haber contemplado ser mejor el sitio en que se hacía esta fundación que el de la villa de Ontiveros. 
En 1631 y 1632 Antonio Raposo Tavares atacó a Ciudad Real, arrasándola finalmente en 1638, parte de los pobladores se refugiaron en el último emplazamiento de la ciudad de Santiago de Jerez, en la región del Itatín.
El avance sistemático de los bandeirantes paulistas por el este, y la pasividad de las autoridades españolas metropolitanas debido a que trataban de evitar conflictos dentro de la unión dinástica aeque principaliter con los demás reinos españoles, obligó a los españoles del Guayrá (o La Pinería) a replegarse a la margen derecha del río Paraná, mudando sus villas. El conflicto territorial entre portugueses y españoles, sin embargo subsistiría, dando origen primeramente a las Guerra Guaranítica y posteriormente entre brasileños y paraguayos a la guerra de la Triple Alianza.